# Piráti z Karibiku: Na konci světa
Piráti z Karibiku: Na konci světa (v originále Pirates of the Caribbean: At World's End) je dobrodružný film z roku 2007. Jde o pokračování filmů Piráti z Karibiku: Prokletí Černé perly (2003) a Piráti z Karibiku: Truhla mrtvého muže (2006). Stejně jako předcházející díly i tento film režíroval Gore Verbinski. Byl natáčen spolu s druhým dílem, do kin byl ale uveden až o rok později z různých důvodů. V hereckém obsazení se znovu objevují Johnny Depp, Orlando Bloom, Keira Knightley, Bill Nighy, Geoffrey Rush, Jack Davenport, Kevin McNally, Tom Hollander, Naomie Harris a Jonathan Pryce. V dalších významnějších rolích nově hrají Chow Yun Fat jako singapurský pirát Sao Feng a Keith Richards jako kapitán Teague, otec Jacka Sparrowa. Film byl uveden v anglicky mluvících zemích 24. května 2007, ačkoliv původně studio Disney plánovalo premiéru o jeden den později.

## Příběh
Poté, co byl Jack Sparrow vtažen i se svou lodí Černou Perlou do hlubin oceánu Krakenem, musí ho jeho přátelé a známí přivést zpět z mnoha nejrůznějších důvodů. Aby se ale dostali až na samotný konec světa do Říše Davyho Jonese, kde je Jack uvězněn, musí získat mapy na ono místo a posádku s lodí.
Will Turner, který chce získat Černou perlu, která je nejrychlejší v celém Karibiku a díky níž by mohl zachránit svého otce z lodi Bludný Holanďan, jejíž kapitán je krutý Davy Jones, se tedy má pokusit ukrást mapy, které by jim jejich majitel, singapurský pirátský vůdce Sao Feng, nikdy nevydal a kapitán Barbossa, který chce vysvobodit Jacka, který je jeden z pirátských vůdců a musí se zúčastnit Bratrského sněmu, a Elisabeth Swannová, která je nešťastná z toho, že nechala Jacka napospas Krakenovi, jdou do Singapouru požádat Sao Fenga o loď s posádkou.
Tam ale naleznou Willa, kterého Sao Feng údajně chytil, ve skutečnosti ale spolu uzavřeli dohodu o tom, že Sao Feng pomůže Willovi získat Černou perlu a až Will osvobodí otce, dostane ji. Všichni jsou ale zrazeni, protože je objeví Východoindická společnost, a tak se spojí proti ní.
Sao Feng jim po tajné dohodě s Willem dá loď - Císařovnu s posádkou i mapy na konec světa a všichni se tedy vydají na dalekou cestu. Poté, co proplují zemí ledu a zřítí se z vodopádu, dorazí do Říše Davyho Jonese a setkají se s Jackem, s nímž se vydají zpět na normální svět smrtelníků. Což není vůbec snadné a jen díky Jackově chytrosti vyváznou živí. Cestou zpět také potkají ty, co zemřeli na moři a Elisabeth mezi nimi zahlédne i svého otce, kterého dal lord Beckett (vůdce Východoindické společnosti) zabít.
Téměř hned, když jsou Jack i Barbossa zpět ve smrtelnickém světě na ostrově a doplňují vodu, je loď obsazena Sao Fengem a jeho lidmi, protože Sao Feng chce od Becketta milost a chce se s ním spojit. A je s ním dohodnut, že dostane Černou perlu, kterou ale nechce půjčit Willovi.
Beckett však poruší slib. Nakonec se tedy Barbossa dohodne se Sao Fengem, že přece jen na sněm pirátů přijde i singapourský vůdce pod podmínkou, že si Sao Feng vezme na svou loď Elisabeth, o níž si myslí, že je pohanskou bohyní moří Kalypsó uvězněné v lidském těle, kterou Barbossa hodlá osvobodit a naklonit si ji tak.
Černá perla i loď Sao Fenga tedy odpluje a Beckett nařídí Davy Jonesovi dostat Sao Fenga a sám jede za Černou perlou, z které mu hází Will sudy s přivázanými mrtvolami, po kterých se má dát a doufá, že mu potom Beckett pomůže. Když to zjistí Jack Sparrow, shodí ho z lodi spolu s jednou mrtvolou, předtím mu ale dá svůj kompas, který neukazuje sever, ale to, co chce člověk ze všeho nejvíc a Will pak díky němu dovede Becketta na místo srazu v Zátoce vraků - hlavní pirátské pevnosti. A za to má Beckett zajistit svobodu jeho otci a bezpečí pro něj a milovanou Elisabeth.
Tu mezitím přepadne na lodi Davy Jones a Sao Feng, který je smrtelně raněn, jí předá svou funkci. Pověří ji, aby na sraz jela ona. Je ale i se zbytkem posádky zajata a setkává se s Jamesem Norringtonem, který ji miluje. Ale odmítne u něj být s tím, že bude se svou posádkou a jde s nimi do vězení na Bludném Holanďanovi. V noci je ale James osvobodí. Sám je však zabit otcem Williama, který je již naprosto k lodi připoután.
V Zátoce vraků se zatím sejdou pirátští zástupci z celého světa a projednávají (poněkud brutálně), co budou dělat. Barbossa chce stále osvobodit bohyni, Jack s Elisabeth bojovat a zbytek zůstat ukryt v Zátoce. Jack ale navrhne hlasování o vůdci pirátů, což je podle všech nesmysl, protože každý hlasuje jen pro sebe, Jack ale hlasuje místo toho pro Elisabeth a tak se všichni vydají bojovat.
Než propukne boj, vymění ještě Elisabeth Willa za Jacka a ten je zavřen ve vězení na Holanďanovi, což si přeje proto, aby získal srdce Davyho Jonese a Will jde zase na jejich stranu. Barbossa také osvobodí bohyni Kalypsó a požádá ji o pomoc, ta ale zmizí bez odpovědi a Barbossa tak docílí jen toho, že se v moři objeví gigantický vodní vír („Maelstrom") a v něm se strhne bitva mezi Černou perlou a Bludným Holanďanem.
V boji Davy Jones mečem probodne Willa ve chvíli, když už se jeho srdce chystal probodnout Jack Sparrow a stát se tak kapitánem Holanďana místo něj. Jack tedy i přes své přání pomůže příteli probodnout srdce, aby přežil a sám s Elisabeth, která nechce Willa opustit, uteče z potápějící se lodi. Do boje proti Černé perle následně vypluje loď Endevour pod velením Becketta, ale díky Willovi, který se stal novým kapitánem právě vynořeného Holanďana, Endevour společně potopí a ostatní britské lodě se dávají na ústup - piráti zvítězili.

### Závěrečná scéna
Po deseti letech se za doprovodu zeleného záblesku vrací Will i s Holanďanem zpět k Elizabeth, kde však čeká i jeho desetiletý syn - Henry Turner.

## Dabing a obsazení
- Johnny Depp (Jack Sparrow) - Saša Rašilov
- Orlando Bloom (Will Turner) - Michal Jagelka
- Keira Knightley (Elizabeth Swannová) - Kateřina Lojdová
- Geoffrey Rush (Hector Barbossa) - Pavel Rímský
- Stellan Skarsgård (Štruple Bill) - Jan Schánilec
- Bill Nighy (Davy Jones) - Jaroslav Kaňkovský
- Chow Yun Fat (kapitán Sao Feng) - Bohdan Tůma
- Jonathan Pryce (guvernér Weatherby Swann) - Ladislav Županič
- Tom Hollander (lord Cutler Beckett) - Ladislav Beneš
- Kevin McNally (Gibbs) - Jaromír Meduna
- Jack Davenport (admirál James Norrington) - Aleš Procházka
- Naomie Harris (bohyně Kalypso, Tia Dalma) - Zuzana Skalická

## Recenze
- Andrea Zahradníková , FilmCz.Info, 11. 06. 2007  [nedostupný zdroj]